# Мещерякова, Ольга Григорьевна
Ольга Григорьевна Мещерякова (19 августа 1950, Новотроицкая, Ставропольский край, РСФСР, СССР —  24 июля 2016, Ставрополь, Россия) — советская и российская оперная певица, педагог, солистка Ставропольской государственной филармонии, Народная артистка Российской Федерации (1999).

## Биография
Родилась в рабочей семье.
Окончила Московскую государственную консерваторию им. П. И. Чайковского (факультет оперного пения, класс заслуженного деятеля искусств СССР В. Н. Кудрявцевой-Лемешевой). В 1975 году принимала участие во Всесоюзном конкурсе вокалистов им. М. И. Глинки.
Работала в музыкальных театрах и театрах оперетты: Красноярском театре оперетты, театрах Хабаровска, Одессы, Екатеринбурга.
С 1993 года — солистка Ставропольской государственной филармонии.
Профессор Северо-Кавказского федерального университета, являлась заведующей кафедрой сольного пения факультета искусств.
Скончалась 24 июля 2016 года, похоронена на кладбище города Изобильный.

## Творческая деятельность
Партии в операх:
- Д.Верди «Травиата» (Виолетта)
- П. И. Чайковский «Евгений Онегин» (Татьяна)
- П. И. Чайковский «Иоланта» (Иоланта)

Партии в опереттах:
- И.Кальман «Сильва» (Сильва)
- И.Кальман «Баядера» (Одетта)
- Ж. Оффенбах «Прекрасная Елена» (Елена)
- И.Штраус «Цыганский барон» (Саффи)

## Награды и звания
- Народная артистка Российской Федерации (30 июля 1999 года) — за большие заслуги в области искусства[1].
- Заслуженная артистка Российской Федерации (8 мая 1992 года) — за заслуги в области искусства[2].